# El Tornadizo
El Tornadizo là một đô thị ở tỉnh Salamanca, phía tây Tây Ban Nha, cộng đồng tự trị Castile-Leon. Đô thị này có cự ly 61 kilômét so với thành phố tỉnh lỵ Salamanca và có dân số 133 người.

## Địa lý
Đô thị này nằm ở khu vực có độ cao 887 mét trên mực nước biển và có diện tích 11,44 km².
Mã số bưu chính là 37765. Kinh tế chủ yếu là nông nghiệp.